# Trichosanthes wallichiana
Trichosanthes wallichiana là một loài thực vật có hoa trong họ Cucurbitaceae. Loài này được (Ser.) Wight miêu tả khoa học đầu tiên năm 1840.